# Samuel Gay
Pour les articles homonymes, voir Gay.
Samuel Gay (vers 1755 - 1847), était un juge et un homme politique canadien du Nouveau-Brunswick.
Samuel Gay naît aux alentours de 1755 à Boston, dans la Province de la baie du Massachusetts. Il suit des études à l'Université Harvard puis s'installe au Nouveau-Brunswick. Il devient magistrat pour le Comté de Westmorland et se lance en politique. Il sera élu député de Westmorland lors de la 1re législature du Nouveau-Brunswick en 1786 et réélu pour la 3e législature du Nouveau-Brunswick en 1795. Il meurt au Fort Cumberland le 21 janvier 1847.